# ゲルト・デュデック
ゲルト・デュデック（Gerd Dudek、1938年9月28日 - 2022年11月3日）は、ドイツのジャズ・テナーおよびソプラノ・サクソフォーン奏者、クラリネット奏者、フルート奏者。
デュデックはクラリネットを独学で覚え、1950年代になって音楽学校に通い、その後、1958年まで兄弟であるオッシが率いるビッグバンドに参加した。1960年代初頭、デュデックはベルリン・ジャズ・クインテット、カール・ブルーメのグループ、そして1965年までクルト・エーデルハーゲンのオーケストラで演奏を行った。その後、フリー・ミュージックに興味を持ち、マンフレート・ショーフのクインテットに参加。デュデックは、1966年にグローブ・ユニティ・オーケストラの最初のセッションに参加し、1980年代までさまざまな時期において一緒に演奏した。また、アレクサンダー・フォン・シュリッペンバッハ、ローク・ディッカー・アンド・ザ・ウォーターランド・アンサンブル、ヨーロピアン・ジャズ・クインテットなど、その他にも数多くのヨーロッパのフリー・ミュージシャンや作曲家とも協力した。
デュデックは、マンフレート・ショーフ、ウォルフガング・ダウナー、ララ・コヴァチェフ、グローブ・ユニティ・オーケストラ、ベルリン・コンテンポラリー・ジャズ・オーケストラ、アルベルト・マンゲルスドルフ、ドン・チェリー、ジョージ・ラッセルとの共演で最もよく知られていた。
デュデックは、2022年11月3日に84歳で亡くなった。